# African Lines
African Airlines is een luchtvaartmaatschappij uit Kameroen met haar thuisbasis in Douala.

## Geschiedenis
African Airlines is opgericht in 2003 in de Centraal-Afrikaanse Republiek. Na een verbod van de Franse autoriteiten is de maatschappij in 2005 verhuisd naar Kameroen.

## Vloot
De vloot van African Airlines bestaat uit:(juni 2007)
- 1 Fokker F28-4000